# Уоллер, Эдмунд
Эдмунд Уоллер (англ. Edmund Waller; 3 марта 1606 — 21 октября 1687) — английский политик и поэт.

## Биография
Эдмунд Уоллер родился 3 марта 1606 года в Колсхилле. Получил воспитание сначала в Итоне, потом в Кембридже.
Рано женился на богатой вдове, и, вскоре похоронив её, остался богатым и веселым вдовцом 28 лет. Тогда начинается его ухаживание за Доротеей Сидни, дочерью 2-го графа Лестера, которую он воспевал на разные лады под именем Сахарисы. Когда она вышла замуж за герцога Сундерлэндского, Уоллер, умевший быть неутешным только в стихах, вскоре женился во второй раз.
Между 1624 и 1679 годами неоднократно заседал в Палате общин. В 1643 году участвовал в монархическом заговоре. После раскрытия заговора выдал всех своих сообщников и, таким образом, спас себе жизнь. Был выпущен на свободу после уплаты штрафа в 10000 фунтов стерлингов, в то время как его сообщники были казнены.
Как поэт, испытывал значительное влияние французского классицизма. Писал стихи на политические и религиозные темы. Автор апологических произведений, восхваляющих как Оливера Кромвеля, так и короля Карла II. Также является автором многих произведений любовной лирики и анакреонтической поэзии.
Эдмунд Уоллер умер 21 октября 1687 года в Биконсфилде.